# Брец
Брѐц (на италиански: Brez; на ладински: Brec', Бреч) е село и община в Северна Италия, автономна провинция Тренто, автономен регион Трентино-Южен Тирол. Разположено е на 792 m надморска височина. Населението на общината е 738 души (към 2018 г.).